# زربین
زربین، سرو (نام علمی:  Cupressus sempervirens) گونه‌ای از درختان همیشه‌سبز، از دسته مخروطیان (Pinophyta) ردهٔ ناژویان (Pinopsida)، راستهٔ کاجیان (Pinales)، تیرهٔ سروها (Cupressaceae)، سردهٔ سرو ناز (Cupressus) است.

## ویژگی‌های گیاه‌شناختی
زربین درختی است کندرشد، سوزنی‌برگ، همیشه‌سبز، به ارتفاع ۳۰–۲۰ متر، مخروطی‌شکل، دارای گل‌های مخروطی لیمویی رنگ که در اواسط بهار شکفته می‌شوند.

زربین از قسمت‌های برگ، جوانه، گل آذین، پوست و میوه که از فندق درشت‌تر است، تشکیل شده‌است.
پوست شاخه‌های جوان این درخت، سبز تیره تا روشن و در یک ساله‌ها قهوه‌ای روشن تا قرمز است، اما در چند ساله‌ها به رنگ قهوه‌ای تیره، صاف یا پولکدار است.
همچنین پوست تنه درخت الیاف‌دار و شیارهای آن به صورت شبکه‌ای درهم رفته، چروکیده و عمیق است.
«سرو زربین» درخاک عمیق گلدانی (باغچه‌ای) – آهکی و در آب و هوای معتدل مدیترانه‌ای رشد می‌کند. نیاز آبی کم تا متوسط دارد یعنی مقاوم به خشکی است. این درختان نسبت به هرس و قطع شاخه‌های جوان وانتهایی حساسند.
کوتاه سخن، زربین درختی بردبار، کم نیاز، کاملاً روشنایی پسند و آهک دوست است.

### شیوهٔ تکثیر
تکثیر زربین با تخم، در اسفند ماه یا قلمه در خاک شنی، در شهریور ماه و در گلخانه صورت می‌گیرد. سرو زربین در سن ۱۰سالگی شروع به تولید مخروط و تخم می‌کند و دوره تخم‌بندی آن تقریباً همه ساله‌است. قوه نامیه تخم‌ها ضعیف بوده ولی دوام حیاتی آن‌ها بین ۴–۱ سال است. از آنجایی‌که تقریباً تخم‌ها فاقد قوه نامیه هستند این مسئله باید در میزان تخم مصرفی در واحد سطح در هنگام کاشت مورد توجه قرار گیرد. میوه‌ها را از قسمت خارجی تاج جمع‌آوری می‌کنند. بهتر است که میوه‌ها را پس از چیدن برای حدود ۲ ماه در محیطی با دمای معتدل نگهداری کرد.

### تقسیم‌بندی
سابقاً، گونهٔ سرو زربین (C. sempervirens) را گاه به دو جوره تقسیم می‌کردند:
— جورهٔ زربین وحشی (sempervirens یا horizontalis) که همان‌گونه که پیشتر گفته شد، مخروطی با گسترش افقی دارد و شاخه‌های جانبی آن نیز افقی هستند.
— جورهٔ زربین «راست بالا رونده» (fastigiata یا pyramidalis یا stricta) که دارای نوکی تیز و شاخه‌هایی به دور هم گرد آمده و خوشه‌ای و کم‌وبیش موازی با تنه اصلی است.

ولی دومی، امروزه تنها به عنوان یک رقم (Cultivar) کشاورزی و بدون اهمیت گیاه‌شناختی شناخته و تمیز داده می‌شود.

## کیفیت چوب
«اعظم وحیدی» که در زمینه این درخت تحقیقات فراوان انجام داده‌است می‌گوید:
چوب سرو زربین، صمغی و معطر، مقاوم به رطوبت زیاد و رنگ آن سفید شکری مایل به قهوه‌ای است و دوام آن در برابر پوسیدگی، حمله حشرات و قارچ‌ها زیاد است، از این‌رو کار کردن با چوبش آسان است.
دانشنامه گلستان در این زمینه می‌نویسد کیفیت بالای چوب این درخت باعث شده‌است. تا به عنوان بادشکن و پوشش حفاظتی در اطراف کشت‌زارها از آن استفاده شود. در قدیم چوب زربین برای تهیه ابزارهای موسیقی بخصوص چنگ مورد استفاده قرار می‌گرفت. به علت دوام و استقامت، چوب زربین در کارهای هنری و نیز به علت خاصیت دفع حشرات، در ساخت قفسه‌بندی کمد به کار می‌رود.

## خاصیت دارویی
براساس تحقیقاتی که انجام شده‌است چوب این درخت مقاوم در مقابل پوسیدگی و حشرات است و برگ آن خاصیت دارویی دارد. در زمینه مصرف دارویی این درخت نیز گفته شده‌است که خوردن دم‌کرده برگ برای سفتی ترشح ادرار و زخم روده مفید است و نیز غرغره کردن دم‌کرده آن برای درد دندان، زخم‌های لثه و سستی لثه مفید است.
همچنین خوردن برگ خشک ساییده آن با عسل برای درمان سرفه مزمن و برگ شسته آن برای ضماد کاربرد دارد.

## زیستگاه طبیعی
این گونهٔ درختی، کند رشد و مقاوم به شرایط سخت و بومی مناطق مدیترانه‌ای اروپا و سازگار با شرایط اقلیمی مشابه آن در آسیای جنوب غربی است. زربین درختی دیرزی‌،‌ با قدرت تحمل شرایط سخت، مقاوم و با ریشه‌های عمیق و قوی است که می‌تواند در میان تخته‌سنگ‌ها و شیب‌های تند و پرتگاهی به راحتی رشد کند.
زیستگاه‌های طبیعی این درخت را می‌توان در گستره ایران و گستره جهانی بررسی کرد:

### گستره جغرافیایی زربین در ایران
استان‌های گیلان، گلستان و ایلام و فارس زیستگاه طبیعی درخت زربین هستند:

#### زربین در استان فارس
```
در استان فارس می توان از بوانات بعنوان بزرگترین ذخیره گاه ژنتیک درختان دیر زیست ایران نام برد و سروهای اکبری، سونج، سرو کهنسال چهارمحل بوانات و بویژه درخت کهنسال قدمگاه بوانات فارس را می توان ذکر کرد. 
```

#### زربین در استان گیلان
شهرستان رودبار (رک سرو هرزویل)، شهرستان سیاهکل و شهرستان ماسال در استان گیلان زیست‌گاه طبیعی زربین هستند.

#### زربین در استان گلستان
علی‌آباد کتول و رامیان زیست‌گاه‌های طبیعی درخت زربین در این استان هستند.
این گونهٔ زیبا، به صورت توده‌ای از درخت به وسعت ۱۳۰هکتار در ارتفاع ۸۰تا ۵۰۰متری جنوب شرقی علی‌آباد کتول در نزدیکی روستای زرین گل این شهرستان وجود دارد که به صورت آمیخته با گونه‌های ممرز، انجیلی، آزاد، بلندمازو و ارغوان است.
در منطقه رامیان در شرق استان نیز جنگلی به وسعت ۱۵۰هکتار پوشیده از درختان سرو زربین دیده می‌شود.
اطراف چشمه گل رامیان که یک استخر طبیعی بیضی‌شکل به طول ۹۰متر و عرض ۸۰متر و عمق بین ۴۴تا ۸۰متر است، نیز یکی از زیستگاه‌ها و ذخیره‌گاه‌های درخت سرو زربین به حساب می‌آید.

#### زربین در استان اردبیل
زربین در ارسباران استان اردبیل نیز دیده شده‌است.

#### زربین در استان ایلام
بیش از ۲۲ اصله سرو زربین با دیرینگی‌ای بیش از ۳۸۵۰ سال در استان ایلام در روستای «بان‌سول» در بخش «چوار» از توابع شهرستان ایلام جای دارند. این درخت‌های کهن به صورت ثبت‌نشده باقی‌مانده‌اند و نامی از آن‌ها در جایی نیست. در سال‌های اخیر به غیر از سوزاندن این درختان سرو توسط مردم، گرد و غبار و خشکیدگی و همچنین بریدن شاخ و برگ‌های درختان سرو ایلام، باعث نابودی شماری از این درختان شده‌است. تلاش برای نگهداری این سروها در دست بررسی است و معاون فنی منابع طبیعی استان ایلام در این باره گفته است، «مناطقی هستند که به‌دست ادارهٔ کل منابع طبیعی استان ایلام شناسایی می‌شوند تا گونه‌های ژنتیکی و بسیار کمیاب در آن‌ها زیر چتر نگهداری بیشتر جای بگیرند.»

## نام‌های زربین در منطقه‌های مختلف
به این گونه سروی، در گیلان «زربین»، علی‌آباد کتول «سر»، رامیان «سُوُر» (Sowor)، آمل «سورش» و شیراز «وهل واهل» گفته می‌شود و در عربی نام آن سرو المتوسط یا «شجرة الحیاة» است. به زبان کُردی  سول گفته می شود.